# Vuelta Ciclista de Chile
La Vuelta Ciclista de Chile, posteriormente llamada Vuelta Chile y en los años 1980 Vuelta Ciclística de Chile, es la principal competencia de ciclismo en ruta que se celebra en dicho país. Se trata de una competición dividida en diez etapas, que recorre distintas ciudades a lo largo de Chile.
La primera edición de esta vuelta se realizó en el año 1976, sin embargo en 1993, 1994 y a partir del 2007 hasta el 2010 las ediciones no se disputaron.
Desde 2005 tiene la categoría de UCI 2.2 dentro del UCI America Tour.
En agosto de 2010 y luego de un receso de cuatro años, fue anunciado el regreso de la competencia para enero y febrero de 2011, estando incluida en el calendario del UCI America Tour.
Desde 2013 esta prueba se encuentra suspendida por problemas internos entre las dos federaciones de ciclismo vigentes en Chile.
En 2017 el Gerente General de la Federación Ciclista de Chile, Marcelo Meza, confirmó que la Vuelta de Chile volverá a disputarse, tras cinco años suspendida. Dicha competencia pasó por las ciudades de Concepción, Chillán, Talca, Curicó, San Fernando, Graneros, Colina, Lo Barnechea y Santiago. Sin embargo, desde 2018 no se ha vuelto a realizar, favoreciendo el auge de otras competencias chilenas como la Vuelta a Chiloé y el Gran Premio de la Patagonia, ambas carreras parte del UCI America Tour.

## Historia
La primera Vuelta Chile se inició el 23 de octubre de 1976 y finalizó el 1 de noviembre del mismo año bajo el nombre de Vuelta Ciclística El Mercurio, impulsada por el presidente de la Federación Ciclista de Chile Jorge Hidalgo Ibarra, reemplazaba la Vuelta al centro de la República, una competencia financiada por la familia Arrigoni, que unía a las ciudades de Chiloé con Santiago y que data de los años 50. El diario El Mercurio desarrolló la ruta en 10 etapas desde Puerto Montt hasta Santiago. Las etapas de Concepción y Santiago fueron los más seguidas por la gente, que se agolpó en multitudes para seguir a la nueva Serpiente Multicolor, nombre que se le dio por el desfile de tricotas de colores que adornaban la ruta. En cuanto a la parte técnica, la máxima atención se concentró en la cronoescalada de Portillo. La alta exigencia en esta etapa le permitió al italiano Giovanni Fedrigo, convertirse en el primer ganador de la Vuelta Chile En la categoría por equipos, el primer ganador fue San Bernardo de Chile.
En 1977, tras su exitoso comienzo, la Vuelta Chile consiguió prestigio mundial y la atención de equipos internacionales. Con un total de 12 equipos en su segunda versión, comenzaría el reinado de los equipos colombianos en la máxima prueba ciclista de Chile. Por sus notables corredores y su manera de maniobrar y conducir las bicicletas, fueron reconocidos bajo el sobrenombre de “Escarabajos”, en alusión del conocido insecto. Antonio Londoño fue quien se coronó ganador, luego de 10 intensas etapas. Lo escoltaron en el podio 2 compatritas y el trofeo por equipos.

## Palmarés
| Año                                                                                              | Ganador                 | Segundo                 | Tercero                     |           |
| ------------------------------------------------------------------------------------------------ | ----------------------- | ----------------------- | --------------------------- | --------- |
| 1976                                                                                             | Giovanni Fedrigo        | Guido Van Calster       | Franco Preda                |           |
| 1977                                                                                             | Antonio Londoño         | Luis Manrique           | Hernán Donneys              |           |
| 1978                                                                                             | Norberto Cáceres        | José Patrocinio Jiménez | Alberto Minetti             |           |
| 1979                                                                                             | Alfonso Flórez Ortiz    | José Patrocinio Jiménez | Antonio Londoño             |           |
| 1980                                                                                             | Plinio Casas            | Fernando Vera           | Sergio Aliste               |           |
| 1981                                                                                             | Marc Somers             | Alexi Grewal            | Roberto Muñoz               |           |
| 1982                                                                                             | Julio Alberto Rubiano   | Alexi Grewal            | José Patrocinio Jiménez     |           |
| 1983                                                                                             | Roberto Muñoz           | Miguel Droguett         | Steve Tilford               |           |
| 1984                                                                                             | Renan Ferraro           | Antônio Silvestre       | Carlos Correa               |           |
| 1985                                                                                             | Federico Moreira        | Fernando Vera           | Jaime Bretti                |           |
| 1986                                                                                             | José Dario Hernández    | Gabriel Roberto Sabbiao | Wanderley Magalhães Azevedo |           |
| 1987                                                                                             | Peter Tormen            | Fabio Acevedo           | Carlos Neira                |           |
| 1988                                                                                             | Fernando Vera           | Gustavo De los Santos   | Gilson Rangel               |           |
| 1989                                                                                             | Julio César Ortegón     | Édgar Humberto Ruiz     | Héctor Iván Palacio         |           |
| 1990                                                                                             | Serguéi Sujoruchenkov   | Omar Trompa             | Henry Ortiz                 |           |
| 1991                                                                                             | Pável Tonkov            | Marco Milesi            | Marcelo Agüero              |           |
| 1992                                                                                             | Youri Sourkov           |                         |                             |           |
| 1993-1994 ed. suspendidas por falta de recursos, enfoque del Digeder y mala administración       |                         |                         |                             |           |
| 1995                                                                                             | Luis Ricardo Mesa       | Gustavo Figueredo       | Jamil Suaidem               |           |
| 1996                                                                                             | Christophe Moreau       | Félix García Casas      | Pascal Hervé                |           |
| 1997                                                                                             | Patrice Halgand         | Félix García Casas      | Pascal Hervé                |           |
| 1998                                                                                             | José Ramón Uriarte      | Andrei Kivilev          | Marcel Wüst                 |           |
| 1999                                                                                             | Luis Fernando Sepúlveda | Márcio May              | Luis Romero Amaran          |           |
| 2000                                                                                             | Luis Fernando Sepúlveda | Richard Rodríguez       | José Medina                 |           |
| 2001                                                                                             | David Plaza             | Andréi Sartasov         | Gonzalo Garrido             |           |
| 2002                                                                                             | Gonzalo Salas           | Marcelo Agüero          | Edgardo Simón               |           |
| 2003                                                                                             | Marco Arriagada         | José Medina             | Jorge Giacinti              |           |
| 2004                                                                                             | Marco Arriagada         | José Medina             | Marcelo Arriagada           |           |
| 2005                                                                                             | Edgardo Simón           | Gonzalo Salas           | Marco Arriagada             |           |
| 2006                                                                                             | Andréi Sartasov         | Jorge Giacinti          | Luis Fernando Sepúlveda     |           |
| 2007-2010 ed. suspendidas por falta de apoyo económico y mala administración                     |                         |                         |                             |           |
| 2011                                                                                             | Gonzalo Garrido         | Sergio Godoy            | Vicente Muga                |           |
| 2012                                                                                             | Patricio Almonacid      | Félix Cárdenas          | Gonzalo Garrido             |           |
| 2013-2016 ed. suspendidas por problemas entre las dos federaciones de ciclismo vigentes en Chile |                         |                         |                             |           |
| 2017                                                                                             | Nicolás Paredes         | Cristhian Montoya       | Efrén Santos                |           |
| 2019                                                                                             | Óscar Sevilla           | Pablo Alarcón           | Fabio Duarte                |           |
| 2023                                                                                             | cancelada               | cancelada               | cancelada                   | cancelada |

Nota: En la edición 2011, el ciclista Marco Arriagada fue inicialmente el vencedor, pero fue despojado de su victoria por dopaje en favor del segundo clasificado, el corredor Gonzalo Garrido.

### Otros datos
| Año       | Edición                                                                                            | Ganador                                                                                            | Equipo del Ganador                                                                                 | Título por equipos                                                                                 |
| --------- | -------------------------------------------------------------------------------------------------- | -------------------------------------------------------------------------------------------------- | -------------------------------------------------------------------------------------------------- | -------------------------------------------------------------------------------------------------- |
| 1976      | 1.ª                                                                                                | Giovanni Fedrigo                                                                                   | Fiat Tratori                                                                                       | San Bernardo de Chile                                                                              |
| 1977      | 2.ª                                                                                                | Antonio Londoño                                                                                    | Selección de Colombia                                                                              | Selección de Colombia                                                                              |
| 1978      | 3.ª                                                                                                | Norberto Cáceres                                                                                   | Selección de Colombia                                                                              | Selección de Colombia                                                                              |
| 1979      | 4.ª                                                                                                | Alfonso Flórez                                                                                     | Selección de Colombia                                                                              | Selección de Colombia                                                                              |
| 1980      | 5.ª                                                                                                | Plinio Casas                                                                                       | Selección de Colombia                                                                              | Pilsener Cristal A                                                                                 |
| 1981      | 6.ª                                                                                                | Marc Somers                                                                                        | Selección de Bélgica                                                                               | Selección de Colombia                                                                              |
| 1982      | 7.ª                                                                                                | Julio Alberto Rubiano                                                                              | Selección de Colombia                                                                              | Selección de Colombia                                                                              |
| 1983      | 8.ª                                                                                                | Roberto Muñoz                                                                                      | Pilsener Cristal                                                                                   | |
| 1984      | 9.ª                                                                                                | Renan Ferraro                                                                                      | Caloi Brasil                                                                                       | |
| 1985      | 10.ª                                                                                               | Federico Moreira                                                                                   | Selección de Uruguay                                                                               | |
| 1986      | 11.ª                                                                                               | José Dario Hernández                                                                               | Selección de Colombia                                                                              | Selección de Brasil                                                                                |
| 1987      | 12.ª                                                                                               | Peter Tormen                                                                                       | Pilsener Cristal                                                                                   | Selección de EE. UU.                                                                               |
| 1988      | 13.ª                                                                                               | Fernando Vera                                                                                      | Pilsener Cristal                                                                                   | Selección de Uruguay                                                                               |
| 1989      | 14.ª                                                                                               | Julio Cesar Ortegón                                                                                | Selección de Colombia                                                                              | Selección de Colombia                                                                              |
| 1990      | 15.ª                                                                                               | Serguéi Sujoruchenkov                                                                              | USSR National Team                                                                                 | Pony Malta                                                                                         |
| 1991      | 16.ª                                                                                               | Pável Tonkov                                                                                       | USSR National Team                                                                                 | |
| 1992      | 17.ª                                                                                               | Youri Sourkov                                                                                      | Hellmann's                                                                                         | |
| 1993-1994 | ediciones suspendidas por falta de apoyo económico, nuevo enfoque de Digeder y mala administración | ediciones suspendidas por falta de apoyo económico, nuevo enfoque de Digeder y mala administración | ediciones suspendidas por falta de apoyo económico, nuevo enfoque de Digeder y mala administración | ediciones suspendidas por falta de apoyo económico, nuevo enfoque de Digeder y mala administración |
| 1995      | 18.ª                                                                                               | Ricardo Mesa                                                                                       | Pony Malta                                                                                         | |
| 1996      | 19.ª                                                                                               | Christophe Moreau                                                                                  | Festina-Lotus                                                                                      | Festina-Lotus                                                                                      |
| 1997      | 20.ª                                                                                               | Patrice Halgand                                                                                    | Festina-Lotus                                                                                      | Festina-Lotus                                                                                      |
| 1998      | 21.ª                                                                                               | José Uriarte                                                                                       | Festina-Lotus                                                                                      | Festina-Lotus                                                                                      |
| 1999      | 22.ª                                                                                               | Luis Sepúlveda                                                                                     | Bliss Sport                                                                                        | Aix-en-Provence                                                                                    |
| 2000      | 23.ª                                                                                               | Luis Sepúlveda                                                                                     | Publiguías-Trek                                                                                    | Unión Ciclista Curicó                                                                              |
| 2001      | 24.ª                                                                                               | David Plaza                                                                                        | Festina                                                                                            | Líder Ariel                                                                                        |
| 2002      | 25.ª                                                                                               | Gonzalo Salas                                                                                      | Líder                                                                                              | Líder Ariel                                                                                        |
| 2003      | 26.ª                                                                                               | Marco Arriagada                                                                                    | Publiguías                                                                                         | Publiguías                                                                                         |
| 2004      | 27.ª                                                                                               | Marco Arriagada                                                                                    | Publiguías                                                                                         | Orbitel                                                                                            |
| 2005      | 28.ª                                                                                               | Edgardo Simón                                                                                      | Líder                                                                                              | Líder                                                                                              |
| 2006      | 29.ª                                                                                               | Andrei Sartassov                                                                                   | Líder Presto                                                                                       | Glassex Bryc Curicó                                                                                |
| 2007-2010 | ediciones suspendidas por falta de apoyo económico y mala administración                           | ediciones suspendidas por falta de apoyo económico y mala administración                           | ediciones suspendidas por falta de apoyo económico y mala administración                           | ediciones suspendidas por falta de apoyo económico y mala administración                           |
| 2011      | 30.ª                                                                                               | Gonzalo Garrido                                                                                    | TBanc-Skechers                                                                                     | TBanc-Skechers                                                                                     |
| 2012      | 31.ª                                                                                               | Patricio Almonacid                                                                                 | Clos de Pirque-Trek                                                                                | GW-Shimano                                                                                         |
| 2013-2016 | ediciones suspendidas por problemas entre las dos federaciones de ciclismo vigentes en Chile       | ediciones suspendidas por problemas entre las dos federaciones de ciclismo vigentes en Chile       | ediciones suspendidas por problemas entre las dos federaciones de ciclismo vigentes en Chile       | ediciones suspendidas por problemas entre las dos federaciones de ciclismo vigentes en Chile       |
| 2017      | 32.ª                                                                                               | Nicolás Paredes                                                                                    | Medellín-Inder                                                                                     | Medellín-Inder                                                                                     |

## Palmarés por países
| País           | Victorias | 2.º lugar | 3.º lugar | Total |
| -------------- | --------- | --------- | --------- | ----- |
| Colombia       | 9 (9)     | 8         | 5         | 22    |
| Chile          | 9 (7)     | 6         | 12        | 27    |
| Rusia          | 3 (3)     | 1         | -         | 4     |
| Argentina      | 2 (2)     | 4         | 3         | 9     |
| España         | 2 (2)     | 2         | -         | 4     |
| Francia        | 2 (2)     | -         | 2         | 4     |
| Brasil         | 1         | 3         | 3         | 7     |
| Uruguay        | 1         | 2         | -         | 3     |
| Italia         | 1         | 1         | 2         | 4     |
| Bélgica        | 1         | 1         | -         | 2     |
| Kazajistán     | 1         | 1         | -         | 2     |
| Estados Unidos | -         | 2         | 1         | 3     |
| Alemania       | -         | -         | 1         | 1     |
| Cuba           | -         | -         | 1         | 1     |
| México         | -         | -         | 1         | 1     |
| Bandera de ?   | -         | 1         | 1         | 2     |

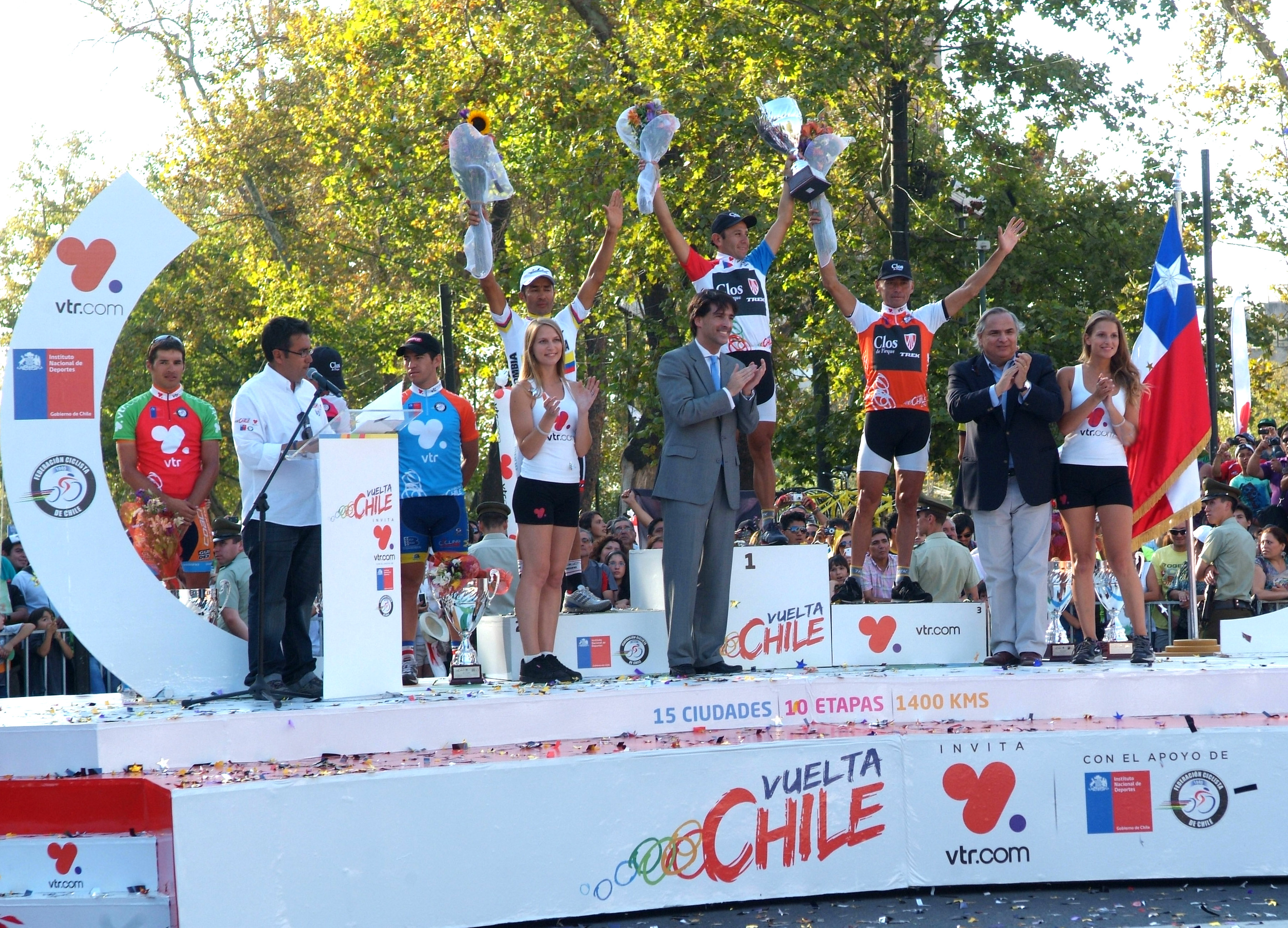
Final de la Vuelta Chile 2012.

- Entre paréntesis el número de ciclistas diferentes que han conseguido victorias para cada país.

## Estadísticas

### Más victorias generales
| Ciclista                | Victorias | Años       |
| ----------------------- | --------- | ---------- |
| Marco Arriagada         | 2         | 2003, 2004 |
| Luis Fernando Sepúlveda | 2         | 1999, 2000 |